# GloboNews
GloboNews é um canal de televisão por assinatura brasileiro sediado no Rio de Janeiro, capital do estado brasileiro homônimo. Tem uma programação jornalística exibida 24 horas por dia.

## História
O canal foi inaugurado em 15 de outubro de 1996, pela antiga Globosat (hoje, Canais Globo). Foi o primeiro canal oficialmente de notícias do Brasil, já que a Globosat News Television, então canal de notícias da programadora Globosat, tinha também uma programação de entretenimento.
No dia 18 de outubro de 2010, a GloboNews implantou sua nova identidade visual. Os programas da emissora ganharam novos cenários, além do layout do site da emissora ser alterado. Também foram renovadas as vinhetas musicais e trilhas sonoras, assim como o estilo de locução na voz de Pedro Franco. O jornalista Cesar Seabra foi diretor do canal, de 2009 a setembro de 2011. Miguel Athayde foi outro que assumiu a direção da GloboNews. Atualmente o diretor é Vinícius Menezes.
Em 23 de janeiro de 2011, o Manhattan Connection, apresentado por Lucas Mendes, tradicional jornalístico do GNT, deixou o GNT, devido a uma reestruturação interna e passou a ser transmitido pela GloboNews. Posteriormente, deixaria a GloboNews rumo à TV Cultura.
Em 3 de fevereiro de 2013, às 12h30, o canal estreou sua versão em alta definição na operadora NET, com o programa Mundo S/A - Harley Davidson.
Em 10 de agosto de 2016, a GloboNews descontinua os serviços pagos em que oferecia o seu sinal por meio de televisão terrestre nas cidades de São Paulo, no canal 19 UHF, e no Rio de Janeiro, no canal 36 UHF. O serviço foi concedido ao Grupo Globo na década de 1990, e entrou no ar na década seguinte, com o início das operações de televisão por assinatura no país. A GloboNews disponibilizava o sinal descodificado para condomínios residenciais e comerciais, mediante ao pagamento de uma assinatura.
No dia 30 de outubro de 2017, mês de aniversário dos 21 anos do canal, a GloboNews lança sua nova identidade visual, substituindo a usada por sete anos desde a remodelação do canal, em outubro de 2010. Usando a mesma paleta de cores, houve mudança nas vinhetas, layouts, chamadas e trilhas sonoras.
Em 15 de agosto de 2022, a GloboNews estreou uma nova identidade visual, mais próxima da Globo, dentro do projeto Uma Só Globo. O canal passou a adotar o uso de letras minúsculas na palavra "news", além de um novo conjunto de elementos gráficos, com um tom de vermelho mais claro, mudanças na tipografia e nas vinhetas dos telejornais e programas.

## Audiência
A GloboNews foi apontada como o segundo veículo de televisão por assinatura mais admirado do país no ano de 2014, segundo pesquisa feita pelo Índice de Prestígio de Marca do jornal Meio&Mensagem.
Em 2018, foi o canal de notícias mais visto no país, ficando à frente da Record News e da BandNewsTV, sendo Top of Mind, no segmento de acordo com pesquisa do Datafolha. Em 2014, foi anunciado que o canal ocupava o segundo lugar em audiência, porém o Ibope acabou desmentindo isso, dizendo que a metodologia usada pela pesquisa feita pela Record News, usando dados do próprio instituto, não eram compatíveis, já que a Record News é um canal aberto e a medição da audiência da televisão por assinatura, na qual a GloboNews é disponibilizada, é feita de forma diferente. Na média de audiência de janeiro a outubro de 2019, foi registrada uma queda de 35% do público da emissora. Em março de 2020, após o início da pandemia de COVID-19, a audiência subiu 70%.

## Programas
| Programa                             | Apresentador                                                     |
| Diários                              | Diários                                                          |
| ------------------------------------ | ---------------------------------------------------------------- |
| Edição da Meia-Noite                 | Narayanna Borges                                                 |
| Edição das 03h                       | Narayanna Borges                                                 |
| Jornal GloboNews                     | Narayanna Borges                                                 |
| GloboNews Em Ponto                   | Mônica Waldvogel e Victor Boyadjian                              |
| Conexão GloboNews                    | Camila Bomfim e Leilane Neubarth                                 |
| Estúdio i                            | Andréia Sadi                                                     |
| GloboNews Mais                       | Julia Duailibi                                                   |
| Edição das 18h                       | César Tralli                                                     |
| GloboNews Em Pauta                   | Marcelo Cosme                                                    |
| Jornal das Dez                       | Aline Midlej                                                     |
| Semanais                             |                                                                  |
| GloboNews: Roberto D'Avila           | Roberto D'Ávila                                                  |
| GloboNews: Miriam Leitão             | Miriam Leitão                                                    |
| Central GloboNews                    | Natuza Nery                                                      |
| GloboNews Debate                     | Julia Duailibi                                                   |
| Diálogos com Mario Sergio Conti      | Mario Sergio Conti                                               |
| Balaio GloboNews                     | Bete Pacheco                                                     |
| Especial de Domingo                  | Bete Pacheco e Erick Bang                                        |
| GloboNews: Internacional             | Marcelo Lins e Guga Chacra                                       |
| Cidades e Soluções                   | André Trigueiro                                                  |
| GloboNews: Documentário              | —                                                                |
| Retransmissões da TV Globo           |                                                                  |
| Fantástico                           | Maria Júlia Coutinho e Poliana Abritta                           |
| Globo Repórter                       | Sandra Annenberg                                                 |
| Globo Rural                          | Nélson Araújo, Helen Martins, Camila Marconato e Cristina Vieira |
| Pequenas Empresas & Grandes Negócios | Pedro Lins                                                       |

## Documentários originais
- Síria em Fuga (2015)[48]
- Margens de uma Guerra: Heróis e Vítimas em Mossul (2019)[49]

- Visita, presidente (2022)[50]
- Abrigo — Inocentes sob Ataque (2022)[51]
- Evel, Hazin - Dias de Luto (2023)[52]
- 8/1 - A Democracia Resiste (2024)[53]
- Salma - Sobre Raízes e Perdas (2024)[54]

## Prêmios
Prêmio Vladimir Herzog
Prêmio Vladimir Herzog de Documentário de TV
| Ano  | Obra                                   | Veículo de mídia | Autor | Resultado |
| ---- | -------------------------------------- | ---------------- | --- | --------- |
| 2014 | Carne Osso: o trabalho em frigoríficos | GloboNews        | Caio Cavechini, Carlos Juliano Barros e equipe da Repórter Brasil: André Campos, Lucas Barreto e Maurício Haschizume. | Venceu    |

Prêmio Vladimir Herzog de Reportagem de TV
| Ano  | Obra                | Veículo de mídia | Autor         | Resultado |
| ---- | ------------------- | ---------------- | ------------- | --------- |
| 2012 | "Caso Rubens Paiva" | GloboNews (RJ)   | Miriam Leitão | Venceu    |

Menção Honrosa do Prêmio Vladimir Herzog por Documentário de TV
| Ano  | Obra                               | Veículo de mídia | Autor                                     | Resultado |
| ---- | ---------------------------------- | ---------------- | ----------------------------------------- | --------- |
| 2002 | "Dops - o resgate de uma história" | GloboNews        | Mariana Kotscho e equipe receberam menção | Venceu    |